# Vaszíliosz Viszaríon
Vaszíliosz Viszaríón (Βασίλειος Βησσαρίων, Baszileiosz Bésszarión, latinul: Basilius Bessarion), (Trapezunt, 1403. január 2. – Ravenna, 1472. november 18.), helytelenül Johannes Bessarion vagy Giovanni Bessarione di Trebisonda, bizánci teológus és humanista, bíboros és tiszteletbeli konstantinápolyi pátriárka és a reneszánsz világ egyik leghíresebb tudósa, akinek nagy szerepe volt Platón és más ókori görög filozófusok írásainak feldolgozásában.

## Élete
Trapezuntban született. Szerzetes, majd nikaiai érsek lett. Ebben a minőségében elkísérte VIII. János bizánci császárt, aki Rómában a törökök ellen keresett segítséget. Besszáriónnak nagy része volt abban, hogy a görög ortodox egyház egyesülése a római egyházzal a Ferrarába összehívott, majd Firenzébe áthelyezett zsinaton 1439. július 6-án létrejött. Ugyanez év december 18-án IV. Jenő pápa bíborosi ranggal tüntette ki Besszáriónt, aki ettől kezdve állandóan Itáliában tartózkodott. 1450–1455 között V. Miklós pápa a bolognai legációval ruházta fel, II. Piusz pápa pedig a konstantinápolyi pátriárka címet adományozta neki. Rendkívül értékes könyvtárát Velencének adományozta, a Szent Márk téri Biblioteca Marciana könyvtár létesült belőle. 1472-ben Ravennában hunyt el 70 évesen.

## Magyar nyelvű források
- Andrei Otetea: A reneszánsz és a reformáció. Gondolat Kiadó, 1974. Európa Nagy Korszakai sorozat
- Bessarion. In  A Pallas nagy lexikona. Szerk. Bokor József. Budapest: Arcanum – FolioNET. 1998.  ISBN 963 85923 2 X

## Idegen nyelvű irodalom
- L. Bandini, De vita et rebus gestis Bessarionis cardinalis nicaeni commentarius, Romae, 1777
- Thomas Sören Hoffmann, Philosophie in Italien. Eine Einführung in 20 Porträts, marixverlag Wiesbaden 2007. ISBN 978-3-86539-127-8
- G. E. Voumvlinopoulos, Bibliographie critique de la philosophie grècque depuis la chute de Constantinople à nos jours, 1453-1953, Athen 1966
- Gianfranco Fiaccadori (Hg.), Bessarione e l'umanesimo: catalogo della mostra, Neapel 1994
- John Monfasani u. a., Byzantine scholars in Renaissance Italy: Cardinal Bessarion and other emigrés, selected essays, Aldershot 1995.